# Luis Sáenz Peña
Luis Sáenz Peña (Buenos Aires, 2 de abril de 1822-Buenos Aires, 4 de diciembre de 1907) fue un abogado, juez y presidente de Argentina entre 1892 y 1895. Se vio obligado a renunciar, acuciado por la falta de legitimidad de su gobierno. Previamente fue vicegobernador de Buenos Aires entre 1875 y 1878 y ministro de la Corte Suprema de Justicia entre 1890 y 1892.
Su hijo, Roque, ocuparía la presidencia entre 1910 y 1914.

## Biografía
Hijo de Roque Julián Sáenz Peña y María Luisa Dávila. El 18 de noviembre de 1848 contrajo matrimonio en la Iglesia de San Ignacio, de Buenos Aires,  con Cipriana Lahitte (1829-1916), hija de Eduardo Lahitte y María Cipriana Eusebia de la Victoria de Bonavía y Obes. Graduado de abogado en la Universidad de Buenos Aires, participó en la Asamblea Constituyente de 1860.
Fue varias veces diputado nacional y senador.
En 1882 ocupó una vocalía en la Suprema Corte de Justicia de la Provincia de Buenos Aires.
A posterior desempeñó la presidencia del Banco de la Provincia de Buenos Aires; la dirección de la Academia de Jurisprudencia y una vocalía en el Consejo General de Educación.
Integró la Corte Suprema de Justicia de la Nación entre 1890 y 1892 tras la renuncia de Federico Ibarguren.

## Presidencia (1892 - 1895)
Luis Sáenz Peña -un destacado dirigente católico-, fue ungido como un presidente de transición, tras un acuerdo entre el roquismo y el mitrismo que impidió la participación electoral de la flamante U.C.R..
Inició su mandato convencido de que su misión era terminar de salir del Pánico de 1890. Decidió no contraer nuevas deudas, y renegoció las existentes en Londres en forma personal: la situación financiera obligó a los banqueros a aceptar las condiciones impuestas por el ministro de Hacienda, Juan José Romero, que consiguió algunas quitas en el capital y un plazo algo más largo. Para mediados de 1893, la crisis podía considerarse terminada.
Durante su mandato, el Ministerio de Obras Públicas logró expandir la red ferroviaria, al punto de todas las capitales de provincia —excepto La Rioja— quedaron vinculadas por los rieles. Las ciudades de Buenos Aires, Rosario y Santa Fe terminaron sus puertos, y la capital abrió la Avenida de Mayo, que durante más de medio siglo sería la vidriera de la gran ciudad.
En 1893 el Congreso aprobó la creación de la Lotería Nacional de Beneficencia, hoy Lotería Nacional, que entró en actividad desde 1894.
En 1894 se sancionó la Ley 1.894, que cedía grandes porciones del Territorio Nacional del Chaco a las provincias vecinas, beneficiando especialmente a la provincia de Santa Fe.

### Revolución y renuncia

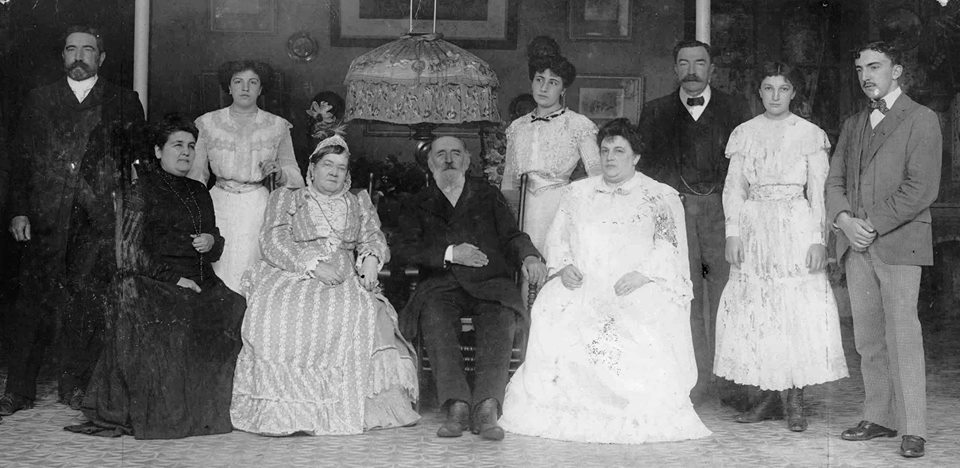
Sáenz Peña y su familia celebran su cumpleaños 82, en 1904. (Foto: AGN)

En 1893, la situación política se volvía cada día más inestable, ante la evidente incapacidad del presidente; Sáenz Peña cambió varias veces todo su gabinete de ministros, buscando infructuosamente evitar las críticas periodísticas. La situación se propagó a las provincias interiores, en donde en varias oportunidades los gobiernos fueron derrocados, con lo que la inestabilidad se acrecentó. Sáenz Peña, cada vez más desorientado, probó todas las alianzas posibles, y finalmente —ante la inminencia de una revolución radical— nombró Ministro de Guerra y Marina a Aristóbulo del Valle. Este lo convenció de desarmar las Guardias Nacionales, con el fin aparente de evitar nuevas revoluciones, pero pocos días más tarde estalló la revolución radical.
Desarmados los gobiernos de provincia, los revolucionarios —dirigidos por Hipólito Yrigoyen— lograron derrocar a varios de ellos, incluidos los de Buenos Aires y Santa Fe. Las indecisiones de Del Valle y los desacuerdos entre Alem y su sobrino Yrigoyen hicieron fracasar el movimiento, al ser vencidas sus tropas por el Ejército nacional. Pero la UCR había estado a punto de triunfar y había mostrado una capacidad de organización política inusual. Poco después moría repentinamente Del Valle, y seis meses más tarde se suicidaba Alem; la UCR pasó a estar controlada totalmente por Yrigoyen.
Al año siguiente, la UCR intentó participar en las elecciones; obtuvo el triunfo en la provincia de Buenos Aires, aunque la alianza de roquistas y mitristas llevó al gobierno provincial a Guillermo Udaondo. En el interior, el gobierno triunfaba en todos lados, pues la población rechazaba la violencia y las actividades subversivas de los radicales. Vencidos en las urnas, y sin perspectiva alguna de triunfar en elecciones amañadas por Roca y su círculo, los radicales se encerraron en una abstención electoral absoluta.
Pero Sáenz Peña ya no controlaba ni a sus ministros, que gobernaban de acuerdo con las indicaciones de Roca y Pellegrini. A mediados de enero de 1895, todos ellos presentaron sus renuncias en masa. Sáenz Peña presentó su renuncia el día 22 de enero, la que fue recibida con alivio por la opinión pública.

## Muerte

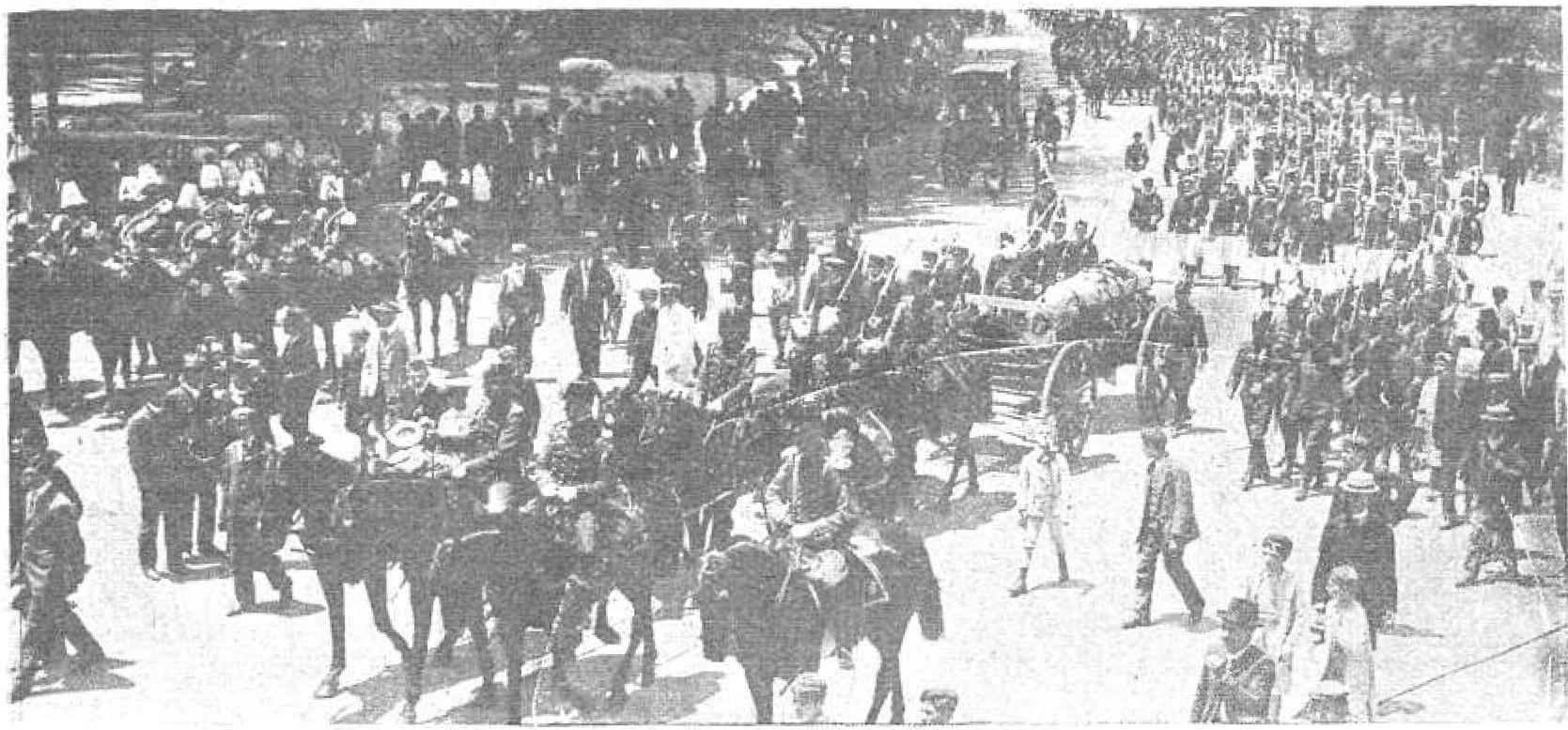
Cortejo fúnebre del doctor Sáenz Peña, en la plaza San Martín.

Murió en Buenos Aires el 4 de diciembre de 1907, a los 85 años de edad. Está enterrado en el Cementerio de la Recoleta.